# Arnold Andrunik
Arnold Andrunik (ur. 20 października 1911 w Przemyślu, zm. 26 lipca 2000 w Sanoku) – polski urzędnik, podczas II wojny światowej żołnierz Związku Walki Zbrojnej-Armii Krajowej i więzień niemieckich obozów, działacz kombatancki i społeczny, autor prac wspomnieniowych i kronikarskich. Przyrodni brat Kazimierza i mąż Marii.

## Życiorys
Urodził się 20 października 1911 w Przemyślu jako syn Romualda i Janiny z domu Korczyńskiej (1891-1982). Wraz z rodziną mieszkał w domu przy ul. Sanowej 14 w Sanoku. W Sanoku uczył się w szkole podstawowej, a w latach 1923-1927 kształcił się w Państwowym Gimnazjum im. Królowej Zofii w Sanoku, kończąc tam cztery klasy. Egzamin dojrzałości zdał eksternistycznie w typie humanistycznym w X Państwowym Liceum i Gimnazjum im. Henryka Sienkiewicza we Lwowie w 1938. Z protekcji lekarza powiatowego w Sanoku, dr. Antoniego Dorosza otrzymał pracę i od 1 października 1929 do 31 marca 1935 był zatrudniony na stanowisku kontrolera sanitarnego w referacie sanitarnym przy Wydziale Powiatowym urzędu starostwa powiatu sanockiego. Od 1 kwietnia 1935 do września 1939 pracował jako referent i kierownik kancelarii Starostwa Powiatowego w Sanoku. Latem 1939 był sekretarzem administracyjnym sanockiego starostwa, urzędującego w budynku przy ul. Henryka Sienkiewicza 5. Przez lata swojej pracy dokształcał się w trybie zaocznym.
W 1938 ożenił się z pochodzącą z Zagórza Marią Stefanią Łomnicką. Początkowo małżeństwo mieszkało w Sanoku przy ulicy Cegielnianej, następnie przy ulicy Adama Mickiewicza 35 (po wojnie numer 39). 8 sierpnia 1939 urodziła im się córka Teresa.

### II wojna światowa

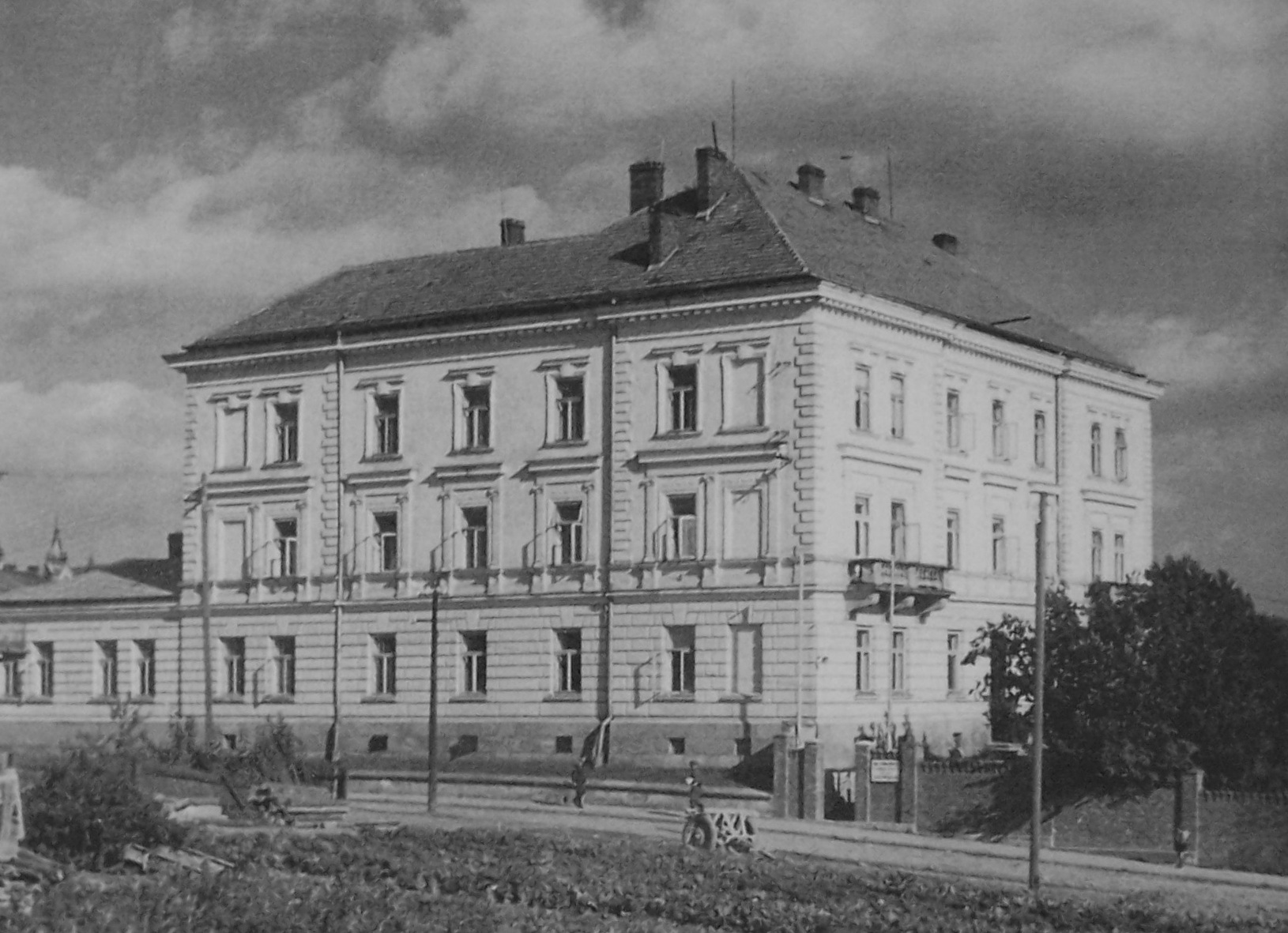
Gmach starostwa w Sanoku w latach 40. XX wieku

W sierpniu 1939 Arnold Andrunik przyjmował w sanockim starostwie wizytującego pobliski rejon premiera RP Felicjana Sławoj Składkowskiego, któremu udzielał wówczas informacji i przez którego został przedstawiony do odznaczenia Brązowym Krzyżem Zasługi. Po wybuchu II wojny światowej po 1 września 1939 brał udział w ewakuacji urzędu na wschód, następnie w spaleniu przewożonych dokumentów i ich zatopieniu w Dniestrze pod Haliczem. Z terenów pozostających po agresji ZSRR na Polskę z 17 września 1939 pod okupacją sowiecką zmierzał strony rodzinne i finalnie przeprawiwszy się przez granicę na rzece San 20 października 1939 powrócił do Sanoka, będącego pod okupacją niemiecką. Początkowo zarabiał dorywczo, następnie został zaangażowany jako pracownik sanockiego oddziału Powiatowego Zakładu Ubezpieczeń, wpierw wykonujący zdalnie rejestr składek ubezpieczeń od ognia, a po kilku tygodniach zatrudniony etatowo na stanowisku inkasenta składek ubezpieczeniowych. Za sprawą Aleksandra Rybickiego został żołnierzem Związku Walki Zbrojnej, przysięgę złożył 1 kwietnia 1940 w domu przy ulicy Bartosza Głowackiego 13 (odbierał ją Adam Fastnacht). Od komendanta powiatu ZWZ por. Władysława Biegańskiego ps. „Janusz” otrzymał powierzone funkcje utrzymywania łączności z powiatowymi placówkami organizacji, które mógł wykonywać dzięki częstym wyjazdom służbowym w ramach swojej pracy zawodowej. Brał też udział w kolportowaniu podziemnych wydawnictw, przywożąc materiały z Miejsca Piastowego względnie z Krosna (dom Andruników okresowo służył jako „melina” tj. magazyn i punkt rozdzielczy prasy podziemnej), przewożeniu przemycanej broni (do konspiracji została też przyjęta jego żona Maria, a także jej brat Tadeusz Łomnicki). Ponadto działał jako wywiadowca, w służbie liniowej, w organizacji bojówek oraz dywersji. Działał konspiracyjnie w obwodzie ZWZ „San” od czasu swojego zaprzysiężenia 1 kwietnia 1940 do 31 stycznia 1941.
Poznany przez niego w zaprzyjaźnionym domu Doroszów szef zarządu miasta Sanoka Rudolf Dreier w 1940 złożył mu propozycję objęcia w prowadzonym przez Niemców magistracie miejskim (Stadtverwaltung) posady kierownika biura ewidencji ludności (meldunkowego). Po zgłoszeniu tego w grudniu 1940 ówczesnemu komendantowi obwodu, por. Rudolfowi Rybie ps. „Rudek”, otrzymał rozkaz objęcia stanowiska, które podjął 1 lutego 1941 (jednocześnie został przeniesiony ze służby łączności w obwodzie i przydzielony pod rozkazy Aleksandra Rybickiego tj. szefa służby łączności z zagranicą, inaczej przerzutów granicznych, o kryptonimie „Bronisława”, zaś dotychczasowe obowiązki Arnolda Andrunika w ZWZ przejął jego przyrodni brat Kazimierz Andrunik ps. „Rybak”). Będąc zatrudniony w tym charakterze stworzył w miejscu pracy punkt sekcji tudzież komórki legalizacyjnej ZWZ (wzgl. biuro paszportowe), zajmując się głównie wytwarzaniem fałszywych dokumentów (Kenkarty, zaświadczenia, przepustki, zezwolenia oraz fikcyjne dokumenty, opierając się przy tym na dokumentach tzw. „martwych dusz”, czyli albo osób zmarłych bądź posiadających nieważny meldunek). W tym celu był wykorzystywany dom Andrunika, który funkcjonował pod kryptonimem „Punkt T” (sam Andrunik działał pod konspiracyjnym pseudonimem „T”; według innej wersji jako żołnierz AK przydzielony do O. VK „Zagroda” posługiwał się pseudonimem „Arnold”). Jego dom stanowił punkt kontaktowy i schronienie dla kurierów na transgranicznej i międzynarodowej trasie przerzutowej. Na początku czerwca 1941 Andrunik został przeniesiony do działu finansowego zarządu miasta, aczkolwiek w sferze swojej działalności konspiracyjnej nadal kontaktował się z działem ewidencji, mając tam swoich zaufanych współpracowników. 20 sierpnia 1941 śledztwo i kontrolę w urzędzie podjęło gestapo. Po wstępnym przesłuchaniu, zagrożony aresztowaniem tego dnia Arnold Andrunik wyszedł z gmachu urzędu na plac rynku, po czym skręcił w lewo, wszedł w bramę kamienicy pod numerem 17 i przez jej piwnice wydostał się na biegnącą poniżej ulicę Potockiego, po czym opuścił Sanok (tego dnia aresztowany został m.in. Kazimierz Andrunik i inni konspiratorzy). W konsekwencji tego „Punkt T” został wyłączony z konspiracji, zaś po ucieczce Andrunika Niemcy podjęli jego poszukiwania wydając list gończy z wyznaczeniem nagrody 10 tys. za informację o nim, prowadzili rewizje w mieście oraz akcje inwigilacji. On sam następnie ukrywał się w Bażanówce, Jaćmierzu, Wzdowie, Zarszynie, przyjmując fałszywą tożsamość „Roman Moderski” (ur. 1909). Potem przebywał w dobrach hr. Alfreda Wielopolskiego koło Niska (w Bielinach pracując przy remoncie pałacu i w tartaku koło Kopek) i w Trześniowie. Uczestniczył w akcji uwolnienia ze szpitala powiatowego w Sanoku kurierki ZWZ, Marii Szerockiej ps. „Mucha”, zrealizowanej w listopadzie 1941.

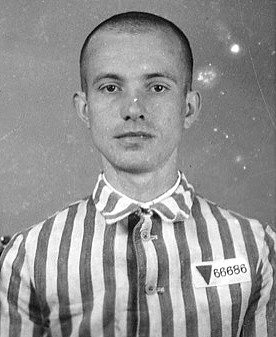
Arnold Andrunik (zdjęcie z KL Auschwitz)

Po kontakcie z Rybickim, w listopadzie 1941 zgodził się objąć w Krakowie zdekonspirowany wcześniej punkt kontaktowy, obsługujący kurierów międzynarodowych oraz emisariuszy ZWZ i funkcjonujący pod kryptonimem „Baszta”. 23 stycznia 1942 wyjechał do Krakowa, gdzie pod fałszywą tożsamością „Tadeusz Jaszczołt” (ur. 1914) i został zatrudniony jako buchalter płac w oddziale wytwórni skrzyń opakowaniowych Fabryki Wyrobów Spirytusowych (Trinkbranntweinwerk) na Dąbiu, podlegając służbowo kierownikowi księgowości, kpt. Franciszkowi Gocko, także działającemu w ZWZ. Zamieszkał w mieszkaniu swojego znajomego Włodzimierza Piramowicza przy ulicy Brzozowej 12 na Kazimierzu i tam też od 23 stycznia 1942 funkcjonował konspiracyjny punkt „Baszta” (zwany też placówką łączności zagranicznej). Po przekształceniu organizacyjnym z lutego 1942 był żołnierzem Armii Krajowej. Od połowy kwietnia 1942 w Krakowie zamieszkiwała z Arnoldem Andrunikiem jego żona Maria (która od 1940 także działała w ZWZ) i córka. Arnold i Maria Andrunikowie oraz inni współpracownicy krakowskiego punktu (m.in. łączniczka z Komańczy) zostali aresztowani przez gestapo nad ranem 26 czerwca 1942 w mieszkaniu przy ul. Brzozowej 12. W tym czasie 2,5-letnia córka Andruników w stanie chorobowym została przez Niemców umieszczona w krakowskim szpitalu przy ul. Gabriela Narutowicza, skąd trafiła pod opiekę rodziny pod Sanokiem. Arnold i Maria Andrunikowie byli osadzeni w więzieniu Montelupich. On podczas przesłuchania został rozpoznany przez śledczych jako pochodzący z Sanoka. Przeszedł ciężkie śledztwo i katowanie w siedzibie Gestapo przy ul. Pomorskiej 2 (podczas tortur był m.in. dwukrotnie wieszany przez oprawców celem wymuszenia zeznań). Po trzech miesiącach 29 września 1942 został skierowany do niemieckiego obozu koncentracyjnego Auschwitz-Birkenau, gdzie został osadzony 30 września 1942 jako więzień polityczny i otrzymał numer obozowy 66686 (tego samego dnia, choć osobno, do tego obozu została wywieziona z Krakowa jego żona). Przebywał w Auschwitz-Birkenau od 30 września 1942 do 13 marca 1943, następnie od 14 marca do 20 kwietnia 1943 w Groß-Rosen (numer więźnia 8898, pracował tam przy budowie rowu do Strigau), a od 20/21 kwietnia 1943 do 26 kwietnia 1945 w Sachsenhausen–Oranienburg (nr obozowy 63971, początkowo pracował tam przy budowie baraków podobozu Falkensee zamieszkując wówczas w Staaken pod Berlinem, następnie był zatrudniony w położonej nieopodal fabryce „Demag”, produkującej czołgi i rakiety V-2). W ramach komanda w Falkensee od 10 lipca 1943 do końca uwięzienia w obozie działał w konspiracji. 26 kwietnia 1945 obóz wyzwoliła Armia Czerwona, zaś dzień wcześniej Andrunik był w grupie 11 więźniów z obozowego komanda w Falkensee, którzy tuż przed oswobodzeniem obozu przez sowietów pokonali zasieki obozowe i przedostali się do baraków Falkensee II. Po oswobodzeniu przebył drogę przez Bernau (26 kwietnia), Eberswalde (27 kwietnia), Odrę koło Cedyni (28 kwietnia), Landsberg (29 kwietnia), Poznań (3 maja 1945), Kraków (5 maja), Rzeszów, Zagórz, po czym rankiem 8 maja 1945 powrócił do Sanoka po trzech latach nieobecności (27 maja powróciła tam także jego żona).

### Okres powojenny
W maju 1945 odmówił przystąpienia do organizacji antykomunistycznej z Mrzygłodu, deklarującej się jako kontynuującej działalność AK. W połowie maja 1945, opierając się na swoim doświadczeniu zawodowym sprzed wojny i dysponując egzaminem państwowym, zgłosił się do urzędu starostwa powiatu sanockiego z prośbą o pracę, lecz ówczesny starosta Andrzej Szczudlik odmówił mu tego. Następnie Arnold Andrunik ukrywał się na terenie Sanoka i Zagórza z uwagi na prześladowania działaczy AK-owskich i urzędników II RP przez władze komunistyczne. Później otrzymał pracę na stanowisku kierownika administracji Szpitala Powiatowego w Sanoku, którą wykonywał od 1 czerwca 1945. Wkrótce potem, po ustąpieniu ze stanowiska kierownika administracyjnego Maksymiliana Siessa, objął tę posadę i sprawował do 31 marca 1950. Po 1950 został członkiem zespołu roboczego do obsługi realizowanej inwestycji budowy nowego szpitala w Sanoku. W dalszym okresie pracował jako kierownik ds. administracyjnych i wicedyrektor Budowlanego Przedsiębiorstwa Powiatowego w Sanoku od 1 kwietnia 1950 do 31 maja 1956, inspektor inwestycyjny w Zjednoczeniu Państwowych Gospodarstw Rolnych w Sanoku od 1 czerwca 1956 do 28 lutego 1957 (do czasu likwidacji tego podmiotu) oraz jako inspektor ds. eksploatacji w Miejskim Zarządzie Budynków Mieszkalnych w Sanoku od 1 kwietnia 1957. W 1968 został sekretarzem Prezydium MRN w Sanoku, po czym w 1973 odszedł na emeryturę. W 1976 otrzymał zaświadczenie kombatanta.
Działał społecznie, zaangażował się w działalność kombatancką i upamiętniającą martyrologię obozową. Latem 1945 był współzałożycielem sanockiego oddziału (koła) Związku byłych Więźniów Ideowo-Politycznych z czasów wojny z lat 1939-1945 (wraz z nim Jan Bezucha, Mieczysław Urbański, Bronisław Wajda), formalnie został członkiem 1 września 1945, a 7 października 1945 wybrany sekretarzem zarządu. Po przemianowano organizacji od 10 lutego 1946 należał do Polskiego Związku Byłych Więźniów Politycznych Hitlerowskich Więzień i Obozów Koncentracyjnych, w jego ramach w lutym 1947 został wybrany sekretarzem koła w Sanoku, ponownie 16 marca 1948. Jesienią 1948 sanockie koło PZbWP zostało zlikwidowane odgórną decyzją. Od 1947 Andrunik działał w ramach równolegle funkcjonującego Związku Bojowników z Faszyzmem i Najazdem Hitlerowskim o Niepodległość i Demokrację, w 1948 przekształconym w Związek Uczestników Walki Zbrojnej o Niepodległość i Demokrację i był współorganizatorem jego oddziału powiatowego w Sanoku. Po kongresie połączeniowym i likwidacji obu powyższych organizacji został członkiem oddziału powiatowego w Sanoku Związku Bojowników o Wolność i Demokrację, w którym został wybrany członkiem zarządu 6 listopada 1949, jesienią 1950 (do tego roku był sekretarzem), ponownie był sekretrzem od 20 października 1956, zaś wkrótce po zjeździe z 20 marca 1957 został dokooptowany do składu zarządu i objął funkcję sekretarza, potem ponownie wybierany sekretarzem 20 października 1957, 7 grudnia 1958, 12 marca 1961, 17 marca 1963, 6 lutego 1966 (w toku zmian w nomenklaturze z 1964 oddział powiatowy został zastąpiony oddziałem), 20 października 1968, 23 maja 1971, 21 października 1973 wybrany sekretarzem oddziału miejskiego (działającego od 1 stycznia 1973 wskutek przekształcenia oddziału powiatowego na podstawie zmian administracyjnych) oraz sekretarzem zespołu weryfikacyjnego. Przez 15 lat zasiadał w zarządzie oraz pełnił funkcję sekretarza w prezydium tegoż. 22 marca 1970 został wybrany do władz Okręgu ZBoWiD w Rzeszowie, 3 marca 1974 wybrany okręgowej komisji rewizyjnej i otrzymał mandat na V Kongres ogólnopolski organizacji w dniach 8-9 maja 1974 w Warszawie. Po kolejnej reorganizacji struktur ZBoWiD w 1975 został członkiem wojewódzkiej komisji rewizyjnej przy zarządzie wojewódzkim w Krośnie (z siedzibą w Jaśle), ponownie 18 października 1978. 15 listopada 1976 wybrany sekretarzem koła miejsko-gminnego w Sanoku, ponownie 23 października 1977, 11 maja 1980, 28 listopada 1982 (wtedy też wybrany koordynatorem zarządu wobec komisji historycznej i kierownikiem sekcji archiwalno-kronikarskiej). Po złożeniu rezygnacji z pracy w ZBoWiD z końcem kwietnia 1983 opuścił funkcję sekretarza zarządu koła (pełnionej przez 30 lat). Odchodzącemu ze swojej funkcji powierzono mu opracowanie kroniki, spisanej do końca 1984 i wydanej w maju 1986 pod tytułem Rozwój i działalność Związku Bojowników o Wolność i Demokrację na Ziemi Sanockiej w latach 1949-1984. W kwietniu 1965 został wybrany zastępcą przewodniczącego Obywatelskiej Powiatowej Komisji Ochrony Pomników Walki i Męczeństwa. Na bazie swoich wspomnień wojennych napisał kilka prac. Sporządził wspomnienia dotyczące uwięzienia w obozach koncentracyjnych, spisane na potrzeby akcji „Ocalmy od zapomnienia” zorganizowanej przez ZBoWiD, których fragmenty zostały opublikowane w „Roczniku Sanockim” z 1988. Pisał także wiersze, w których opiewał Sanok.
Od 15 grudnia 1948 należał do PZPR. W 1958 był członkiem Komisji Zdrowia w Miejskiej Radzie Narodowej w Sanoku. Był wybierany radnym MRN w Sanoku w 1961, w 1965, w 1969, w 1973, w 1978. Został członkiem prezydium powołanej podczas stanu wojennego 16 września 1982 Tymczasowej Miejskiej Rady Patriotycznego Ruchu Odrodzenia Narodowego (PRON). Został członkiem oddziału sanockiego Polskiego Czerwonego Krzyża, działającego w budynku przy ul. Ignacego Daszyńskiego 17, w grudniu 1983 wybrany sekretarzem Zarządu Miejskiego PCK w Sanoku. Od 1990 był członkiem Światowego Związku Żołnierzy Armii Krajowej. Od września 1990 był sekretarzem zarządu koła rejonowego Polskiego Związku b. Więźniów Politycznych Hitlerowskich Więzień i Obozów Koncentracyjnych w Sanoku. W reaktywowanym w 1990 jako koło terenowe gminno-miejskie, oddziale Związku Kombatantów Rzeczypospolitej Polskiej i Byłych Więźniów Politycznych (działającym w kamienicy przy ulicy Jagiellońskiej 4) także pełnił funkcję sekretarza.
Od 1945 Arnold i Maria Andrunikowie zamieszkiwali w Sanoku w wynajmowanym mieszkaniu przy ul. Rybackiej 3a. Miał troje dzieci: oprócz córki Teresy (ur. 8 sierpnia 1939) mieli jeszcze dwóch synów: Jana (ur. 3 lipca 1946) i Witolda (ur. 15 października 1952). W listopadzie 1988 zmarła jego żona Maria. Pod koniec życia Arnold Andrunik zamieszkiwał przy ulicy Lenartowicza w Sanoku. Zmarł 26 lipca 2000. Został pochowany w grobowcu rodzinnym na Cmentarzu Centralnym w Sanoku 28 lipca 2000. Spoczęli tam także: żona Maria (1909−1988) oraz ich syn Witold, zmarły tragicznie w wypadku motocyklowym 28 sierpnia 1975.

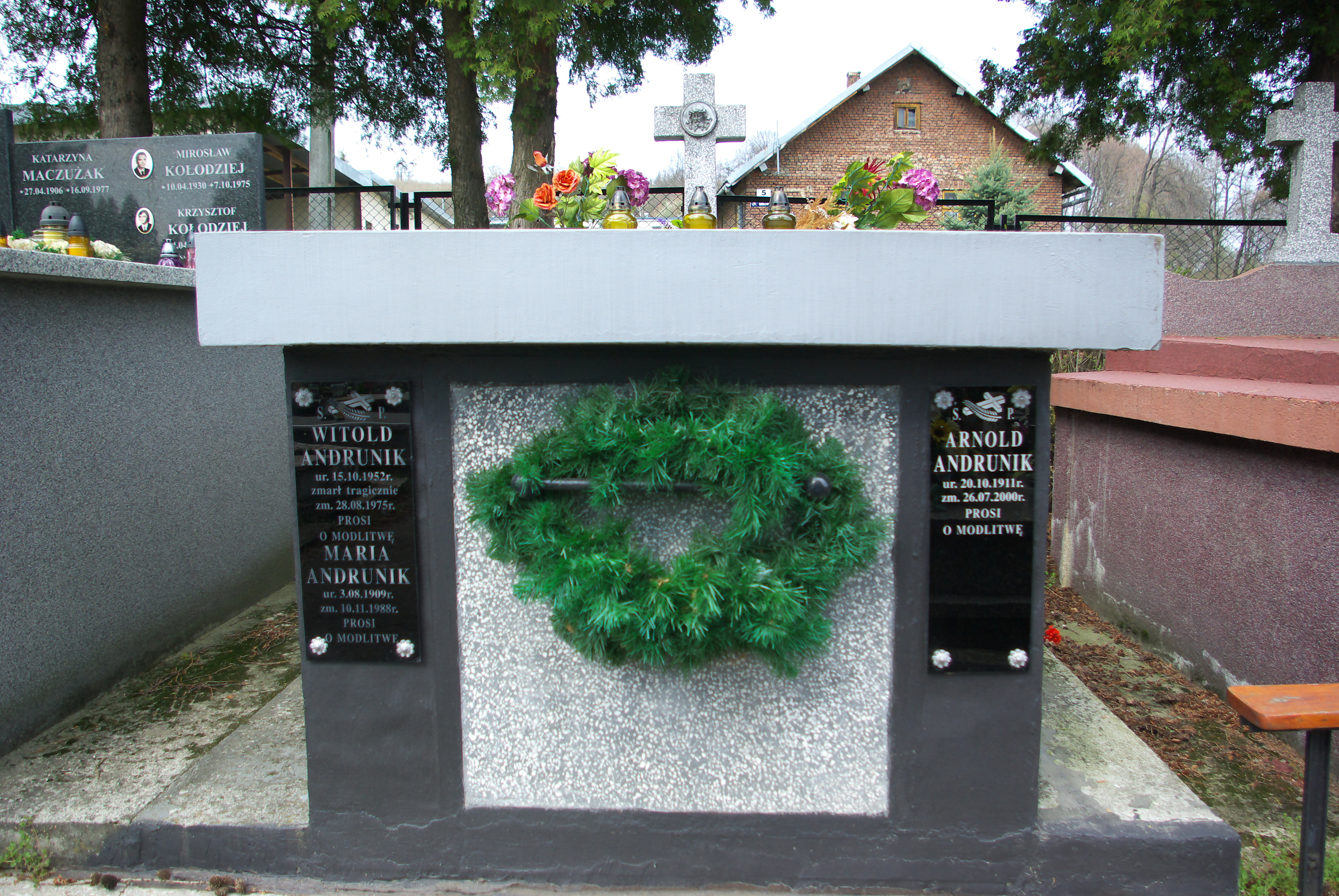
Grobowiec Arnolda i Marii Andruników w Sanoku

## Odznaczenia i wyróżnienia
Odznaczenia
- Krzyż Oficerski Orderu Odrodzenia Polski (1984)[13][5][125][158]
- Krzyż Kawalerski Orderu Odrodzenia Polski (1969)[159][160][13][5][125][158]
- Złoty Krzyż Zasługi (1959)[161][5][125][158]
- Srebrny Krzyż Zasługi[5][125][162]
- Medal Wojska dwukrotnie, nr 22942 (1948)[163]
- Krzyż Armii Krajowej nr 18472 (1978)[5][125][164]
- Krzyż Partyzancki (1961)[161][13][5][125][158]
- Krzyż Oświęcimski (1985)[165][158]
- Odznaka „Za Zasługi dla Związku Kombatantów RP i Byłych Więźniów Politycznych”[13][162]
- Honorowa Odznaka Żołnierza Komendy Głównej Armii Krajowej Oddziału VK Łączności Zagranicznej „Zagroda” nr 139 (1981)[166]
- Medal 30-lecia Polski Ludowej (1974)[159][167][162]
- Medal Zwycięstwa i Wolności 1945 (1957)[161][13][162]
- Brązowy Medal „Za zasługi dla obronności kraju” (1978)[159]
- Odznaka 1000-lecia Państwa Polskiego (1970)[159]
- Odznaka Grunwaldzka (1957)[161]
- Odznaka Honorowa Związku Inwalidów Wojennych (1980)[159]
- Odznaka „Opiekun Miejsc Pamięci Narodowej” (1966)[159]
- Odznaka „Zasłużony Działacz FJN” (1974)[159]
- Odznaka „Zasłużony dla Województwa Rzeszowskiego” (1967)[159]
- Odznaka „Za Zasługi dla Województwa Krośnieńskiego” (1982)[159]
- Odznaka „Zasłużony dla Sanoka” (1978)[168][169][162]
- inne medale i odznaki[5] (do października 1989 otrzymał 18 odznaczeń[3]; łącznie otrzymał ponad 30 odznaczeń)

Wyróżnienia
- Dyplom Rady Naczelnej i Zarządu ZBoWiD (1989)[170]
- Pierwsza nagroda w II konkursie „Ziemia rodzinna Grzegorza z Sanoka w literaturze” w dziedzinie pamiętników[171] (za pracę pt. Zapiski z osobistych przeżyć w czasie II wojny światowej i okupacji)[172]
- Dyplom uznania za szczególne osiągnięcia (ZBoWiD, 1980)[132]
- inne dyplomy i wyróżnienia[5]

## Pisarstwo
- Zapiski z osobistych przeżyć w czasie drugiej wojny światowej i okupacji[5][125]
- U świtu wolności[5][125]
- Głód w hitlerowskim więzieniu i obozie koncentracyjnym[5][125]
- Obozowe słownictwo w Oświęcimiu[5][125]
- Przyjaźń między więźniami w śledztwie, więzieniu i obozie koncentracyjnym[5][125]
- Sposoby poniżania godności więźnia w Oświęcimiu[5][125]
- Rozwój i działalność Związku Bojowników o Wolność i Demokrację na Ziemi Sanockiej w latach 1949-1984 (1986)[5]
- Wspomnienia z hitlerowskich obozów (w: „Rocznik Sanocki” Tom VI z 1988)[173]
- kronika sanockich organizacji kombatanckich w latach 1944-1980[125]